# Vernon Township (New Jersey)
Vernon Township ist ein Township im Sussex County des Bundesstaates New Jersey in den Vereinigten Staaten mit 22.358 Einwohnern (Stand: Volkszählung 2020).

## Geografie

### Geografische Lage
Vernon liegt im Nordosten des Sussex Countys. Im Norden und Osten grenzt es an den Bundesstaat New York. Es gibt neben dem Wawayanda State Park, der sich im Nordosten von Vernon befindet noch die Hamburg Mountain Wildlife Management Area im Südosten und das Wallkill RiverNational Wildlife Refuge im Westen. Mehrere Seen befinden sich im Gebiet des Townships wie der Wawayanda Lake und der Highland Lake im Osten oder der Lake Wallkill und der Lake Pochung im Westen. Zudem durchfließen mehrere Flüsse und Bäche Vernon. Die Westliche Grenze nach XX bildet der Wallkill River. Die New Jersey State Route 94 führt von Norden nach Süden zentral durch das Gebiet von Vernon.

### Nachbargemeinden
Alle Entfernungen sind als Luftlinie zwischen den offiziellen Koordinaten der Orte aus der Volkszählung 2010 angegeben.
- Norden: New Milford
- Osten: West Milford
- Süden: Hardyston Township
- Westen: Wantage

## Geschichte

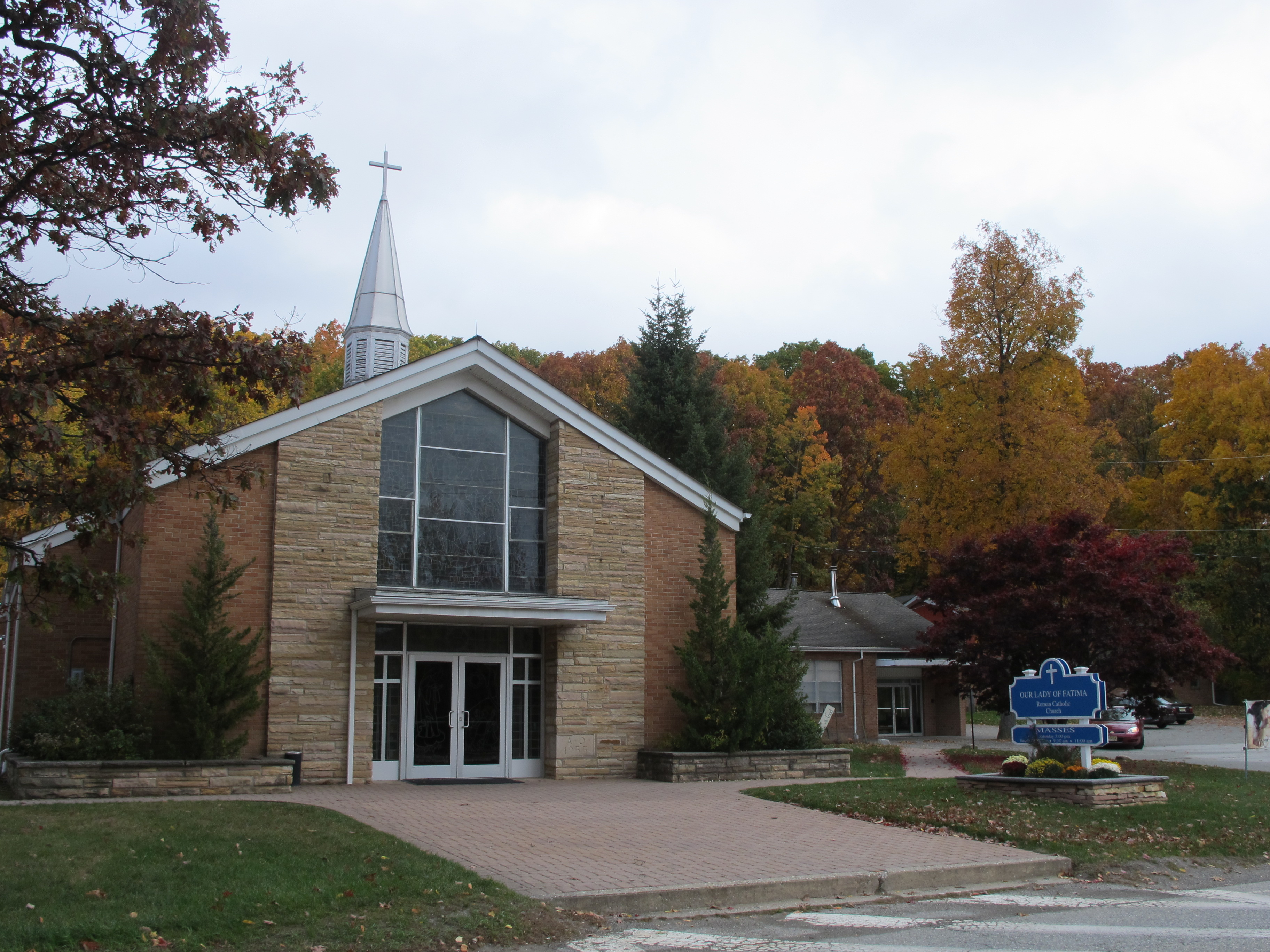
Katholische Kirche von Vernon

Das Township Vernon wurde am 8. April 1793 mit der Abspaltung des Gebietes vom Hardyston Township gegründet. Die Satzung als Township erhielt das Gebiet am 21. Februar 1798.
Zunächst war das Township dünn besiedelt. Dies änderte sich mit zunehmender Infrastruktur. An der Hauptstraße siedelten sich neben Gaststätten, auch Schmieden und Stellmacher an außerdem gab es mehrere Mühlen. Die Bevölkerung war sehr religiös und bereits früh gab es Gemeinden der Presbyterianer, Baptisten, Methodisten, Episcopalen und anderer.
Auf dem Gebiet von Vernon befinden sich mehrere Bergwerke. Bereits 1793 begann der Bergbau in Vernon. Es werden diverse Mineralien und Erze abgebaut. Durch den Bergbau erlebte Vernon eine erste Blüte. Bergarbeiter zogen nach Vernon und auch ein Anschluss an die Sussex Railroad wurde errichtet.
Die Erschließung mehrerer Skigebiete brachte weitere Arbeitsplätze nach Vernon. Neben dem Mountain Creek Resort, gibt es noch die Vernon Valley Ski Area.

### Einwohnerentwicklung
| Jahr      | 1800  | 1810  | 1820  | 1830 | 1840 | 1850 | 1860 | 1870 | 1880  | 1890  |
| --------- | ----- | ----- | ----- | ---- | ---- | ---- | ---- | ---- | ----- | ----- |
| Einwohner |       | 1708  | 2096  | 2380 | 2395 | 2649 | 2190 | 1979 | 1811  | 1756  |
| Jahr      | 1900  | 1910  | 1920  | 1930 | 1940 | 1950 | 1960 | 1970 | 1980  | 1990  |
| Einwohner | 1738  | 1675  | 1433  | 1279 | 1407 | 1548 | 2155 | 6059 | 16302 | 21211 |
| Jahr      | 2000  | 2010  | 2020  | 2030 | 2040 | 2050 | 2060 | 2070 | 2080  | 2090  |
| Einwohner | 24686 | 23943 | 22358 |      |      |      |      |      |       |       |

## Kultur und Sehenswürdigkeiten

### Parks
Im Nordosten liegt der 35.524 Acre 14.376 Hektar große Wawayanda State Park. Mit Wanderstrecken, möglichkeiten zum Campen, Bootfahren und Schwimmen. Im Südosten das 3.644 Acre 1.474 Hektar große Hamburg Mountain Wildlife Management Area und im Westen das Wallkill RiverNational Wildlife Refuge.

## Wirtschaft und Infrastruktur

### Öffentliche Einrichtungen
Das Vernon Urgent Care Center ist eine Notfallambulanz in Vernon.

### Bildung
Der Vernon Township School District umfasst mehrere Schulen. Die Walnut Ridge Primary School, Cedar Mountain Primary School, Rolling Hills Primary School, Lounsberry Hollow Middle School, Glen Meadow Middle School und die Vernon Township High School.
Die Dorothy E. Henry Memorial Branch gehört zum Sussex County Library System. Sie befindet sich an der Route 94 und ist die Bücherei im Township.

## Persönlichkeiten

### Söhne und Töchter der Stadt
- Bobby Ellsworth (geb. 1959), Metal-Sänger
- William L. Winans (1823–1897), Unternehmer und Diplomat
- John Winans (1831–1907), Politiker